# Scott Hamilton (pattinatore)
Scott Scovell Hamilton (Toledo, 28 agosto 1958) è un ex pattinatore artistico su ghiaccio statunitense, specializzato nel singolo.

## Palmarès
| Internazionali            | Internazionali | Internazionali | Internazionali | Internazionali | Internazionali | Internazionali | Internazionali | Internazionali |
| Evento                    | 1976–77        | 1977–78        | 1998–79        | 1979–80        | 1980–81        | 1981–82        | 1982–83        | 1983–84        |
| ------------------------- | -------------- | -------------- | -------------- | -------------- | -------------- | -------------- | -------------- | -------------- |
| Giochi olimpici invernali |                |                |                | 5°             |                |                |                | 1°             |
| Campionati mondiali       |                | 11°            |                | 5°             | 1°             | 1°             | 1°             | 1°             |
| Skate America             |                |                |                | 1°             |                | 1°             | 1°             |                |
| Skate Canada              |                |                |                |                | 1°             |                |                |                |
| NHK Trophy                |                |                |                | 4°             |                |                | 1°             |                |
| Nebelhorn Trophy          | 2°             |                |                |                |                |                |                |                |
| Nazionali                 |                |                |                |                |                |                |                |                |
| Campionato statunitense   |                | 3°             | 4°             | 3°             | 1°             | 1°             | 1°             | 1°             |